# Secret Invasion (phim truyền hình)
Bản mẫu:Use list-defined references

Secret Invasion (tạm dịch tiếng Việt: Cuộc xâm lăng bí ẩn) là một bộ phim truyền hình ngắn tập của Mỹ do Kyle Bradstreet tạo ra cho dịch vụ phát trực tuyến Disney+, dựa trên cốt truyện cùng tên của Marvel Comics. Đó là loạt phim truyền hình thứ chín trong Vũ trụ Điện ảnh Marvel (MCU) do Marvel Studios sản xuất, chia sẻ tính liên tục với loạt phim điện ảnh của nhượng quyền thương mại. Phim theo sau Nick Fury và Talos khi họ phát hiện ra một âm mưu của một nhóm sinh vật biến hình Skrull để xâm chiếm Trái đất. Bradstreet đóng vai trò là biên kịch chính với Ali Selim làm đạo diễn.
Samuel L. Jackson và Ben Mendelsohn tiếp tục vai trò tương ứng của họ là Fury và Talos từ phương tiện truyền thông MCU trước đó, với Kingsley Ben-Adir, Killian Scott, Samuel Adewunmi, Dermot Mulroney, Richard Dormer, Emilia Clarke, Olivia Colman, Don Cheadle, Charlayne Woodard,  Christopher McDonald, và Katie Finneran cũng đóng vai chính. Quá trình phát triển loạt phim bắt đầu vào tháng 9 năm 2020, với sự tham gia của Bradstreet và Jackson. Tiêu đề và tiền đề của bộ truyện, cùng với sự trở lại của Mendelsohn, được tiết lộ vào tháng 12 năm đó. Việc tuyển diễn viên bổ sung diễn ra trong suốt tháng 3 và tháng 4 năm 2021, sau đó là việc thuê Selim để chỉ đạo loạt phim vào tháng 5 năm đó. Quá trình quay phim bắt đầu ở London vào tháng 9 năm 2021 và kết thúc vào cuối tháng 4 năm 2022, với các cảnh quay bổ sung trên khắp nước Anh.
Secret Invasion được công chiếu vào ngày 21 tháng 6 năm 2023 và sẽ bao gồm sáu tập. Đây là loạt phim truyền hình đầu tiên của Giai đoạn Năm của MCU.

## Tiền đề
Nick Fury làm việc với Talos, một người ngoài hành tinh có thể thay đổi hình dạng Skrull, để khám phá một âm mưu của một nhóm Skrull nổi loạn do Gravik lãnh đạo, người có kế hoạch giành quyền kiểm soát Trái đất bằng cách đóng giả làm những người khác nhau trên khắp thế giới.

## Diễn viên
- Samuel L. Jackson trong vai Nick Fury:
Cựu giám đốc của S.H.I.E.L.D. người đã làm việc với Skrull trong không gian trong nhiều năm trước khi quay trở lại Trái đất.[4][5] Fury đã rời xa Trái đất quá lâu một phần vì anh ấy đã quá mệt mỏi và không chắc chắn về vị trí của mình trên thế giới sau các sự kiện của Avengers: Infinity War (2018) và Avengers: Endgame (2019).[2] Jackson cho biết loạt phim sẽ đào sâu hơn vào quá khứ và tương lai của Fury, đồng thời cho phép anh ấy "khám phá điều gì đó khác với sự xấu xa về việc Nick Fury là ai" bao gồm cả những thiệt hại do công việc gây ra đối với cuộc sống cá nhân của anh ấy.[6][7] Ông tiếp tục nói rằng Secret Invasion cho phép anh ấy tìm ra một số yếu tố mới của nhân vật mà những lần xuất hiện trước đây của anh ấy trong MCU không có.[7] Nhà sản xuất điều hành Jonathan Schwartz nói thêm rằng "những tội lỗi trong quá khứ của [Fury] bắt đầu ám ảnh anh ấy một lần nữa" xét đến những việc anh phải làm để bảo vệ Trái đất trong quá khứ có sự phân nhánh.[2]
- Ben Mendelsohn trong vai Talos: Cựu thủ lĩnh của Skrulls và là đồng minh của Fury.[8] Mendelsohn lưu ý rằng Talos, cùng với Fury, đã "lạc đường" và "chống lại nó" như thế nào kể từ lần cuối anh ta được nhìn thấy trong Captain Marvel (2019).[9]
- Kingsley Ben-Adir trong vai Gravik:
Thủ lĩnh của một nhóm Skrull nổi loạn đã ly khai khỏi Talos và tin rằng cách tốt nhất để giúp đỡ đồng loại của họ là thâm nhập vào Trái đất để lấy tài nguyên mà họ cần. Hắn ta thiết lập hoạt động của mình tại một địa điểm phóng xạ đã ngừng hoạt động ở Nga,[2] và có lòng căm thù đối với hầu hết Skrull làm việc cho ông ta, tin rằng họ là những kẻ ngốc. Ben-Adir đã làm việc để tìm ra mức độ thù hận thích hợp để khắc họa trong mỗi cảnh, vì anh cảm thấy Gravik không tin ai và ghét tất cả mọi người nhưng vẫn cần các Skrull khác để hoàn thành mục tiêu của mình.[10] Đạo diễn Ali Selim cho biết Gravik không phải là một kẻ khủng bố hay "chỉ là một kẻ xấu với một quả bom" và loạt phim sẽ khám phá lý do cho hành động của hắn ta.[11] Lucas Persaud đóng vai Gravik khi còn nhỏ.[12]
- Emilia Clarke as G'iah:
Con gái Talos. Clarke mô tả G'iah có "một loại cảm giác punk" đối với cô ấy, đồng thời nói thêm rằng việc trở thành một người tị nạn đã "làm khó cô ấy". Cô bực tức với Fury vì anh ấy đã không thể thực hiện những lời hứa mà ông đã hứa trong Captain Marvel để tìm cho tộc Skrull một ngôi nhà mới.[2] Clarke đã làm việc với Mendelsohn để tạo ra cốt truyện của G'iah và Talos nhằm "lấp đầy nhiều khoảng trống", Clarke tin rằng G'iah sẽ có một "sự giáo dục được huấn luyện bài bản" vì Skrull là một loài hiếu chiến, rằng sẽ dẫn đến "nhu cầu mãnh liệt về sự độc lập của chính cô ấy" trong khi đánh giá một số lựa chọn của Talos.[9] G'iah trước đây được đóng vai là một đứa trẻ trong Captain Marvel bởi Auden L. Ophuls và Harriet L. Ophuls.[13]
- Olivia Colman trong vai Sonya Falsworth:
Một đặc vụ cấp cao của MI6 và là đồng minh cũ của Fury, người muốn bảo vệ lợi ích an ninh quốc gia của Vương quốc Anh trong cuộc xâm lược.[2][14] Được mô tả là "sự hiện diện đối kháng hơn" trong loạt phim, Schwartz cho biết Falsworth có thể làm việc cùng hoặc chống lại Fury tùy thuộc vào mục tiêu mong muốn của họ,[2] với việc Jackson gọi hai "frenemies". Jackson nói thêm rằng vai diễn Falsworth của Colman đã thay đổi động lực của cô ấy với Fury, vì cô ấy đóng vai nhân vật "ấm cúng và mờ nhạt" hơn là gây tranh cãi, điều này cho phép cả hai "làm việc cùng nhau một cách hài hòa khiến câu chuyện và cốt truyện của chúng tôi hài lòng hơn bất kỳ cách khác".[15]
- Don Cheadle trong vai Raava / James "Rhodey" Rhodes:
Một Skrull nữ đóng giả Rhodes (một sĩ quan trong Không quân Hoa Kỳ và một Avenger người vận hành bộ giáp War Machine) người phục vụ như một phái viên và cố vấn cho Tổng thống Ritson.[16][17] Nisha Aaliya miêu tả Raava ở dạng Skrull của cô ấy.[17] Jackson cho biết Rhodes sẽ là một "nhân vật chính trị" trong loạt phim hơn là sử dụng áo giáp của anh ấy.[2] Cheadle lưu ý rằng điều này khiến Rhodes giống một kẻ thù hơn so với những lần xuất hiện trong MCU trước đây của anh ấy, với nhân vật bị kẹt giữa việc trở thành "một quân nhân tuân theo chuỗi mệnh lệnh" và một người có thể "đi ra ngoài khuôn khổ".[18] Khi Fury biết rằng Rhodes là Skrull, Cheadle cảm thấy cả hai bước vào "một trò chơi mèo vờn chuột" với việc mỗi người có thông tin gây tổn hại cho người kia.[16]
- Charlayne Woodard trong vai Varra / Priscilla Davis: Một Skrull là vợ của Nick Fury và có tiền sử với Gravik.[19] Varra giống bác sĩ Priscilla Davis, người bị bệnh tim bẩm sinh.[20]
- Killian Scott trong vai Pagon: Skrull nổi loạn và chỉ huy thứ hai của Gravik. Ben-Adir cho biết Gravik thấy rằng Pagon có tham vọng và muốn trở thành một nhà lãnh đạo, nhưng "anh ấy không có đủ can đảm để thực hiện điều đó".[10]
- Samuel Adewunmi trong vai Beto: Một Skrull nổi loạn mới tuyển dụng.[21]
- Dermot Mulroney trong vai Ritson: Tổng thống Hoa Kỳ.[18]
- Richard Dormer trong vai Prescod: Một cựu đặc vụ S.H.I.E.L.D. vạch trần kế hoạch xâm lược Trái đất của người Skrull.[21][22]
- Christopher McDonald trong vai Chris Stearns: Skrull giả làm người dẫn chương trình tin tức FXN và là thành viên của hội đồng Skrull.[23][24] Nhân vật được dựa trên phát thanh viên ngoài đời thực Tucker Carlson và kênh Fox News.[21][24]
- Katie Finneran trong vai Rosa Dalton: Một nhà khoa học làm việc cho Skrull nghiên cứu các mẫu DNA khác nhau cho dự án Thu hoạch.[25]

Đảm nhận các vai diễn trong MCU của họ là Cobie Smulders trong vai Maria Hill, Martin Freeman trong vai Everett K. Ross, và O-T Fagbenle trong vai Rick Mason từ Black Widow (2021). Tập đầu tiên tiết lộ rằng Ross đã bị thay thế bởi một kẻ xâm nhập Skrull, và cũng có cái chết của Hill. Smulders đã biết về cái chết của nhân vật trong cuộc thảo luận ban đầu của cô để tham gia bộ phim. Cũng xuất hiện là Ben Peel trong vai Brogan, một Skrull nổi loạn bị tra tấn bởi Falsworth; Seeta Indrani trong vai Shirley Sagar, Christopher Goh trong vai Jack Hyuk-Bin, Giampiero Judica trong vai Tổng thư ký NATO Sergio Caspani và Anna Madeley trong vai Thủ tướng Vương quốc Anh Pamela Lawton, tất cả các thành viên của Hội đồng Skrull; Tony Curran trong vai Derrik Weatherby, Juliet Stevenson trong vai mẹ của Maria Hill Elizabeth; và Charlotte Baker và Kate Braithwaite trong vai Soren, vợ của Talos và mẹ của G'iah người bị giết bởi Gravik; Baker miêu tả Soren cải trang thành con người trong khi Braithwaite miêu tả ngoại hình Skrull của cô ấy. Soren trước đây đã được miêu tả bởi Sharon Blynn trong Captain Marvel và Spider-Man: Far From Home (2019). Carmen Ejogo đã được chọn vào một vai không được tiết lộ.

## Các tập phim
| TT. | Tiêu đề        | Đạo diễn  | Biên kịch                                                             | Ngày phát sóng gốc  |
| --- | -------------- | --------- | --------------------------------------------------------------------- | ------------------- |
| 1 | "Resurrection" | Ali Selim | Kyle Bradstreet và Brian Tucker                                       | 21 tháng 6 năm 2023 |
| Ở Moscow, Talos truy đuổi Everett K. Ross vì đã giết đặc vụ CIA Prescod, người đã đưa ra giả thuyết rằng những kẻ nổi loạn Skrull có thể thay đổi hình dạng, thất vọng vì không đạt được tiến bộ trong việc tìm cho chúng một ngôi nhà mới, có ý định kích động chiến tranh giữa Nga và Hoa Kỳ để chiếm lấy Trái đất. Maria Hill đến để hỗ trợ Ross và phát hiện ra rằng anh ta là một Skrull cải trang. Hill gọi Nick Fury, người đã làm việc trong không gian sau cú búng tay. Trở về Trái đất, Fury biết rằng Talos đã bị trục xuất khỏi Hội đồng Skrull và được thay thế bởi Gravik, kẻ đang lãnh đạo quân nổi dậy. Fury bị bắt cóc bởi các đặc vụ MI6 làm việc cho người quen cũ Sonya Falsworth, người đã từ chối hợp tác với Fury để ngăn chặn Gravik. Sử dụng bọ để nghe lén bà ta và thủ tướng Vương quốc Anh, Fury và Talos xác định vị trí của một phiến quân khác đã cung cấp bom bẩn cho phiến quân. Một trong những kẻ nổi loạn này là G'iah, con gái của Talos, người không hề hay biết rằng mẹ cô là Soren đã bị quân nổi dậy giết chết. G'iah tiết lộ kế hoạch tấn công Quảng trường Vossoyedineniye của quân nổi dậy vào Ngày thống nhất. Fury, Hill và Talos cố gắng đánh chặn những quả bom nhưng không thể ngăn Gravik kích nổ chúng. Trong sự hỗn loạn sau đó, Gravik cải trang thành Fury và giết Hill. |                |           |                                                                       |                     |
| 2 | "Promises"     | Ali Selim | Kịch bản : Brian Tucker Cốt truyện : Brant Englestein và Brian Tucker | 28 tháng 6 năm 2023 |
| Năm 1997, Fury gặp Gravik trẻ tuổi và an ủi anh ta trong khi phát biểu trước Soren và những người nhập cư Skrull, hứa sẽ tìm cho họ một ngôi nhà mới. Ở thời điểm hiện tại, sau khi thoát khỏi cuộc tấn công bằng bom, Fury biết được từ Talos rằng có một triệu Skrull sống trên Trái đất giữa loài người. Fury tức giận chia tay Talos và sau đó gặp Elizabeth, mẹ của Hill để giải thích hoàn cảnh về cái chết của cô. Khi Hoa Kỳ dính líu đến vụ đánh bom, Gravik gặp các thành viên của Hội đồng Skrull, những người bày tỏ sự không đồng tình với hành động của hắn. Gravik nhắc nhở việc Hội đồng Fury không thực hiện được lời hứa của mình và bổ nhiệm mình làm Tướng Skrull mới với đa số ủng hộ. Thành viên Hội đồng Shirley Sagar, người từ chối phục tùng và được phép ra về bình an vô sự, đã bí mật liên lạc với Talos, người yêu cầu cô sắp xếp một cuộc gặp giữa hắn ta và Gravik. Ở London, Fury gặp Đại tá James Rhodes và giải thích cho anh về mối đe dọa Skrull. Trước sự thất vọng của Fury, Rhodes cho ông xuất ngũ do sự hiện diện của ông trong vụ đánh bom làm leo thang căng thẳng giữa Hoa Kỳ và các chính phủ quốc tế khác. Falsworth đến một cửa hàng bán thịt nơi Skrull Brogan bị giam giữ sau khi ngôi nhà an toàn của anh ta được tìm thấy. Cô thẩm vấn anh ta trong khi cắt ngón tay cái của anh ta và tiêm thuốc làm ấm cơ thể anh ta. Cô biết rằng Gravik đang chế tạo một cỗ máy với mục đích tăng cường sức mạnh cho Skrull và một cặp vợ chồng nhà khoa học tên Dalton có liên quan. G'iah bí mật phát hiện ra rằng người Skrull đang thử nghiệm trên nhiều mẫu vật ngoài hành tinh như Groot, Frost Beast, Cull Obsidian, và Extremis. Sau đó, cô đồng hành cùng Gravik trong nhiệm vụ giải cứu Brogan khi Falsworth trốn thoát. Nghi ngờ anh ta đã nói chuyện, Gravik đã nhờ Pagon hạ sát Brogan trước khi họ có thể đến khu nhà của mình. Sau đó, Fury trở về nhà của mình, nơi ông được chào đón bởi người vợ Priscilla, người bí mật là Skrull. |                |           |                                                                       |                     |
| 3 | "Betrayed"     | Ali Selim | Roxanne Paredes và Brian Tucker                                       | 5 tháng 7 năm 2023  |
| Gravik tiết lộ với Hội đồng Skrull rằng hắn dự định tạo ra những Super-Skrull với khả năng đặc biệt bằng cách sử dụng DNA được cung cấp năng lượng. Hắn cũng giải thích rằng hắn đã cử phiến quân thâm nhập vào Hải quân Hoàng gia Anh để phóng tên lửa vào máy bay của Liên hợp quốc. Gravik gặp Talos để thương lượng một trận đấu song song, nhưng cuộc thảo luận đổ vỡ khi người trước đe dọa giết G'iah. G'iah bí mật gửi cho Talos thông tin về cuộc tấn công của Hải quân Hoàng gia. Fury, tức giận vì Talos cho phép quá nhiều Skrull xâm nhập Trái đất, miễn cưỡng nhờ Talos giúp anh ta ngăn chặn Gravik. Họ liên lạc với Falsworth và biết tên của sĩ quan phụ trách Bộ Tư lệnh Hải quân, Commodore Robert Fairbanks. Fury và Talos đột nhập vào nhà của Fairbanks và thẩm vấn anh ta, biết rằng anh ta là Skrull. Hắn khiêu khích Talos giết hắn ta. Talos liên lạc với G'iah, người đã có được mã ủy quyền của Fairbanks để họ có thể hủy bỏ vụ phóng tên lửa kịp thời. G'iah cố gắng bỏ chạy, nhưng Gravik—người nghi ngờ cô phản bội—đã bắn cô và bỏ mặc cô cho đến chết. Trong khi đó, Priscilla bí mật liên lạc với một người không quen biết, muốn nói chuyện với Gravik nhưng bị từ chối. |                |           |                                                                       |                     |
| 4 | "Beloved"      | Ali Selim | Brian Tucker                                                          | 12 tháng 7 năm 2023 |
| G'iah đã hồi phục vết thương, trước đó cô đã sử dụng cỗ máy của Gravik để tăng sức mạnh cho mình bằng DNA Extremis. Cô gặp lại Talos, người tiết lộ rằng anh dự định nhờ Tổng thống Hoa Kỳ, Ritson, giúp đỡ người Skrull sau khi họ ngăn chặn thành công quân nổi dậy, điều này khiến cô thất vọng. Priscilla gặp Rhodes, người được tiết lộ là Skrull cải trang, và sau đó hướng dẫn cô giết Fury. Cả hai đều không biết rằng Fury đang nghe cuộc trò chuyện của họ. Fury sau đó đối mặt với Priscilla vì lòng trung thành của cô ấy, nhưng họ đã sửa đổi sau khi Priscilla tiết lộ rằng cô đã tuyên thệ với đối tác con người của mình là không bao giờ làm hại người yêu của mình. Fury đến thăm Rhodes giả và chia sẻ đồ uống với hắn, hoạt động như một thiết bị theo dõi chất lỏng. Fury và Talos sau đó đi theo anh ta, khi hắn ta đến đón Tổng thống Ritson. Gravik và phiến quân Skrull tấn công đoàn xe của Ritson dưới vỏ bọc của những kẻ khủng bố Nga. Fury và Talos, với sự hỗ trợ của Lục quân Anh, giải cứu Ritson bất tỉnh, nhưng Talos bị thương và cuối cùng bị giết bởi Gravik. |                |           |                                                                       |                     |
| 5 | "Harvest"      | Ali Selim | Michael Bhim và Brian Tucker                                          | 19 tháng 7 năm 2023 |
| Sau cuộc tấn công thất bại vào Ritson, Pagon chỉ trích Gravik vì đã không giết Fury và buộc tội hắn ta lừa dối các Skrull khác. Gravik giết anh để trả thù. Fury đối mặt với Rhodes tại bệnh viện, nhưng sau đó tiết lộ rằng hắn đã công bố đoạn phim Gravik giết Maria Hill cho công chúng, đưa Fury vào danh sách theo dõi toàn cầu. Một nhóm Skrull tổ chức một cuộc binh biến chống lại Gravik và cố gắng giết anh ta, nhưng không thành công và Gravik giết tất cả họ, kể cả Beto. Fury gặp G'iah, người tiết lộ rằng Gravik đang tìm kiếm thứ mà anh ta gọi là "Mẫu Thu hoạch". Falsworth lần theo dấu vết của Tiến sĩ Rosa Dalton, một Skrull cải trang và hỏi cô ấy về cỗ máy DNA ở New Skrullos. Rhodes cho Ritson xem những bức ảnh về New Skrullos, ngụ ý rằng Nga ủng hộ cuộc xâm lược của Skrull và khuyên nên tấn công vào khu nhà. Gravik gọi điện cho Fury và đề nghị hủy bỏ cuộc nổi dậy nếu anh ta đích thân mang mẫu Thu hoạch cho hắn ta. G'iah và Priscilla tổ chức tang lễ cho Talos và sau đó bị phục kích bởi một nhóm Skrull do Gravik cử đến. Cặp đôi hạ gục nhóm thành công. Ở Phần Lan, Fury dẫn Falsworth đến một ngôi mộ được đánh dấu tên của ông, nơi chứa Mẫu Thu hoạch (một bộ sưu tập DNA của những anh hùng đã chiến đấu trong Trận chiến trên Trái Đất) và chuẩn bị đối đầu với Gravik. |                |           |                                                                       |                     |
| 6 | "Home"         | Ali Selim | Kyle Bradstreet và Brian Tucker                                       | 26 tháng 7 năm 2023 |
| Fury đối mặt với Gravik tại New Skrullos, trao cho hắn ta Mẫu Thu hoạch và yêu cầu hắn tha cho Trái Đất và chinh phục các hành tinh khác. Gravik từ chối trước khi sử dụng Thu hoạch để tăng thêm sức mạnh cho bản thân và cố gắng giết Fury, chỉ để biết rằng đó là G'iah cải trang, người cũng đã sử dụng Mẫu Thu hoạch. Cả hai đánh nhau, cuối cùng G'iah giết chết Gravik. Trong khi đó, Raava thuyết phục thành công Ritson cho phép tấn công hạt nhân vào New Skrullos, nhưng bị Falsworth lừa thu xếp cho việc sơ tán Ritson. Raava cố gắng trả đũa, nhưng bị Fury giết chết. Ritson ngừng cuộc tấn công, cho phép G'iah giải thoát các tù nhân con người của Gravik, chẳng hạn như Ross và Rhodes. Sau đó, Ritson đưa ra một dự luật mới tuyên bố tất cả các loài ngoài hành tinh là lực lượng thù địch và đe dọa săn lùng những Skrull còn lại trên Trái Đất, gây ra tình trạng bất ổn khi dân thường giết hại công khai nhiều quan chức cấp cao với một số người trong số họ là con người. Falsworth gặp G'iah và đề xuất hợp tác để bảo vệ người Skrull trước dự luật của Ritson khi họ tìm thấy nhiều vỏ bọc hơn. Sau khi cảnh báo Ritson về tình trạng bất ổn mà ông ta đã gây ra khi gọi điện cho ông, Fury yêu cầu Varra đến S.A.B.E.R. với ông để giúp đàm phán tại một hội nghị thượng đỉnh hòa bình với Kree. Cô đồng ý và họ cùng nhau rời Trái đất. |                |           |                                                                       |                     |

## Sản xuất

### Phát triển
Vào tháng 9 năm 2020, Kyle Bradstreet được tiết lộ là đang phát triển một loạt phim truyền hình cho dịch vụ phát trực tuyến Disney+ xoay quanh nhân vật Marvel Comics Nick Fury. Nhân vật này trước đây là một trong mười tài sản được công bố vào tháng 9 năm 2005 bởi Marvel Entertainment chủ tịch và giám đốc điều hành Avi Arad khi được phát triển cho phim bởi hãng phim mới thành lập Marvel Studios, sau khi Marvel nhận được tài trợ. để sản xuất các bộ phim sẽ được phân phối bởi Paramount Pictures; Andrew W. Marlowe được thuê để viết kịch bản cho bộ phim Nick Fury vào tháng 4 năm 2006. Vào tháng 4 năm 2019, sau khi Samuel L. Jackson đóng vai Nick Fury trong mười phim của Vũ trụ Điện ảnh Marvel (MCU) với tư cách cũng như series Marvel Television Agents of S.H.I.E.L.D., Richard Newby từ The Hollywood Reporter cảm thấy đã đến lúc nhân vật nhận phim của riêng mình, gọi nhân vật là "tài sản mạnh nhất của MCU vẫn chưa được khai thác hết". Jackson được mời đóng lại vai diễn của anh ấy trong loạt phim của Bradstreet, với phần sau viết kịch bản và giữ vai trò điều hành sản xuất..
Vào tháng 12 năm 2020, Chủ tịch Marvel Studios Kevin Feige chính thức công bố loạt phim mới có tựa đề Secret Invasion, với Jackson đóng chung với Ben Mendelsohn trong vai Talos. Bộ truyện dựa trên cốt truyện truyện tranh năm 2008–09 cùng tên, với Feige mô tả nó là một "chuỗi sự kiện chéo" sẽ gắn liền với các bộ phim MCU trong tương lai; tiền đề chính thức của loạt phim mô tả thêm nó là một chuỗi sự kiện chéo. Marvel Studios đã chọn làm một loạt phim Cuộc xâm lược bí mật thay vì một bộ phim vì nó cho phép họ làm điều gì đó khác biệt so với những gì họ đã làm trước đây. Bộ phim dự kiến bao gồm các tập dài sáu tiếng, và các đạo diễn đã được sắp xếp trước tháng 4 năm 2021. Thomas Bezucha và Ali Selim đã được đính kèm để chỉ đạo loạt phim một tháng sau đó. Các báo cáo cho biết họ sẽ chia đều các tập hoặc một người sẽ chỉ đạo bốn tập và người kia sẽ chỉ đạo hai tập. Tuy nhiên, Bezucha đã rời khỏi series trước khi bắt đầu sản xuất, và Selim cuối cùng đã đạo diễn cả sáu tập phim. Feige, Louis D'Esposito, Victoria Alonso, Brad Winderbaum, và Jonathan Schwartz của Marvel Studios từng là nhà sản xuất điều hành của loạt phim cùng với Jackson, Selim, Bradstreet, và Brian Tucker.

### Viết kịch bản
Bradstreet, Tucker, Brant Englestein và Roxanne Paredes từng là biên kịch của bộ phim. Feige cho biết bộ truyện sẽ không phù hợp với phạm vi của cốt truyện truyện tranh Cuộc xâm lược bí mật, về số lượng nhân vật nổi bật hoặc tác động đến vũ trụ rộng lớn hơn, vì truyện tranh có nhiều nhân vật hơn phần phim crossover Avengers: Endgame (2019). Thay vào đó, anh ấy mô tả Secret Invasion như một màn giới thiệu cho Jackson và Mendelsohn sẽ khám phá các yếu tố hoang tưởng chính trị của bộ truyện tranh Cuộc xâm lược bí mật "thật tuyệt vời với những khúc ngoặt đã diễn ra". Các quảng cáo cũng được lấy cảm hứng từ tiểu thuyết gián điệp thời Chiến tranh Lạnh của John le Carré, phim truyền hình Homeland (2011–2020) và The Americans (2013–2018), và bộ phim The Third Man (1949). Selim cho biết loạt phim chuyển đổi vào những thời điểm giữa phim hoạt hình gián điệp và miền viễn Tây, làm nổi bật bộ phim The Searchers (1956) như một nguồn cảm hứng viễn  Tây. Feige cho biết loạt phim sẽ đóng vai trò là phần tiếp theo ngày nay của câu chuyện những năm 1990 về Captain Marvel (2019), cùng với hậu truyện The Marvels (2023), nhưng khác hoàn toàn so với phim. Jackson cho biết loạt phim sẽ khám phá một số điều đã xảy ra trong suốt cú búng tay. Cobie Smulders đã mô tả bộ truyện là "một bộ phim truyền hình thực tế, rất có cơ sở" "giải quyết các vấn đề thực tế của con người và đối phó với sự tin tưởng". Thảo luận về Skrull, những người ngoài hành tinh có làn da màu xanh lục có khả năng biến đổi hình dạng, những người có thể mô phỏng hoàn hảo bất kỳ con người nào theo ý muốn, Jackson cảm thấy sự bao gồm của họ đã giới thiệu "một khía cạnh chính trị" trong đó khả năng thay đổi hình dạng của họ khiến mọi người đặt câu hỏi ai là người đáng tin cậy và "Điều gì xảy ra khi mọi người sợ hãi và không hiểu người khác? Bạn không thể nói ai vô tội và ai có tội trong trường hợp cụ thể này."

### Tuyển diễn viên
Jackson dự kiến sẽ tiếp tục vai diễn của mình trong loạt phim với tiết lộ về quá trình phát triển của nó vào tháng 9 năm 2020.. Khi bộ phim chính thức được công bố vào tháng 12 năm đó, Feige đã xác nhận vai diễn của Jackson và thông báo rằng Mendelsohn sẽ đóng chung. Kingsley Ben-Adir được chọn vào vai Skrull Gravik, vai "phản diện chính", tháng 3 năm 2021, và tháng sau, Olivia Colman được chọn vào vai Sonya Falsworth, cùng với Emilia Clarke trong vai G'iah, con gái của Talos, và Killian Scott trong vai Pagon chỉ huy thứ hai của Gravik. Vào tháng 5 năm 2021, Christopher McDonald tham gia dàn diễn viên với tư cách là một phát thanh viên, một nhân vật mới được tạo ra chứ không phải từ truyện tranh, người có tiềm năng xuất hiện trong các loạt phim và phim khác của MCU. Nhân vật dựa trên phát thanh viên ngoài đời thực Tucker Carlson. Carmen Ejogo đã tham gia dàn diễn viên vào tháng 11 năm 2021, và tháng tiếp theo, Smulders được thiết lập để tiếp tục vai trò Maria Hill trong MCU của cô ấy. Vào tháng 2 năm 2022, các bộ ảnh đã tiết lộ rằng Don Cheadle sẽ xuất hiện trong vai trò James "Rhodey" Rhodes trong MCU của anh ấy, cùng với Dermot Mulroney trong vai Hoa Kỳ Tổng thống Ritson. Tháng sau, Jackson xác nhận rằng Martin Freeman và Cheadle sẽ xuất hiện trong loạt phim, với Freeman đảm nhận vai trò Everett K. Ross trong MCU của anh ấy. Vào tháng 9 năm 2022, có thông tin tiết lộ rằng Charlayne Woodard đã được chọn tham gia bộ phim với vai Priscilla, vợ của Fury.
Samuel Adewunmi và Katie Finneran được tiết lộ là một phần của dàn diễn viên vào tháng 3 năm 2023, với Adewunmi là Skrull Beto. Richard Dormer xuất hiện trong vai Đặc vụ Prescod.
Vào tháng 9 năm 2021, Chloe Bennet, người đóng vai Daisy Johnson / Quake trong Agents of S.H.I.E.L.D., tuyên bố rằng cô ấy không tham gia vào bộ truyện, sau khi "suy đoán tràn lan" gợi ý rằng cô ấy sẽ tham gia, do sự nổi bật của nhân vật trong truyện Marvel Comics và Bennet không còn gắn bó với phim thử nghiệm live-action Powerpuff Girls trước tháng 8 năm 2021 do xung đột lịch trình với một dự án khác.

### Thiết kế

#### Trường quay và trang phục
Frank Walsh là nhà thiết kế sản xuất, trong khi Claire Anderson là nhà thiết kế trang phục. Trong Secret Invasion, Fury không đeo băng che mắt đặc trưng của ông ấy, điều mà Jackson lưu ý là do sự lựa chọn của nhân vật. Ông giải thích, "Miếng dán là một phần tạo nên con người mạnh mẽ của Nick Fury. Bây giờ nó là một phần khiến anh ấy dễ bị tổn thương. Bạn có thể nhìn vào nó và thấy anh ấy không phải là người hoàn toàn bất khả chiến bại. Anh ấy không cảm thấy giống như anh chàng đó." Ngoài ra, Smulders giải thích về trang phục đã phát triển của cô ấy từ những lần xuất hiện đầu tiên, từ vẻ ngoài "bóng bẩy và sẵn sàng hành động" của đôi bốt cao đến đầu gối và áo leotard bó sát trong loạt phim Avengers, sang vẻ ngoài giản dị hơn với quần jean và áo phông cho loạt phim.

#### Chuỗi tiêu đề
Trình tự tiêu đề mở đầu được tạo bởi Method Studios bằng cách sử dụng trí tuệ nhân tạo thế hệ mới, điều này đã gây ra phản ứng dữ dội trên mạng. Một số nhà bình luận cảm thấy đây là thời điểm đặc biệt kém vì bộ truyện được phát hành trong cuộc đình công của Hiệp hội Biên kịch Hoa Kỳ 2023 mà việc sử dụng trí tuệ nhân tạo đối với người thật là vấn đề chính. Method Studios đã đưa ra một tuyên bố đáp lại những lời chỉ trích nói rằng không có nghệ sĩ nào của họ được thay thế bằng trí tuệ nhân tạo cho chuỗi và công nghệ, cả hiện có và tùy chỉnh được xây dựng cho loạt phim này, chỉ là một công cụ mà nhóm của họ đã sử dụng để đạt được một cái nhìn cuối cùng. Tuyên bố giải thích thêm rằng nhiều yếu tố trong chuỗi được tạo ra bằng các công cụ và kỹ thuật truyền thống và công nghệ trí tuệ nhân tạo chỉ được sử dụng để thêm "diện mạo của thế giới khác và người ngoài hành tinh" mà nhóm sáng tạo cảm thấy "hoàn toàn phù hợp với chủ đề chung của dự án và mong muốn thẩm mỹ".

### Quay phim
Quá trình quay phim đã bắt đầu trước ngày 1 tháng 9 năm 2021, tại London, dưới tiêu đề làm việc Jambalaya, với việc Selim đạo diễn loạt phim, và Sylvaine Dufaux và Remi Adefarasin đóng vai trò là nhà quay phim. Việc quay phim trước đây dự kiến sẽ bắt đầu vào giữa tháng 8 năm 2021. Jackson bắt đầu quay các cảnh của mình vào ngày 14 tháng 10, sau khi đã thực hiện bộ phim The Marvels đang quay ở London cùng thời điểm. Việc quay phim diễn ra ở Tây Yorkshire, Anh, bao gồm Leeds vào ngày 22 tháng 1, Huddersfield vào ngày 24 tháng 1, và ở Halifax tại Piece Hall từ ngày 24 đến ngày 31 tháng 1 năm 2022. Việc quay phim diễn ra tại nhà ga Liverpool Street vào ngày 28 tháng 2 năm 2022. Công việc âm trường diễn ra tại Pinewood Studios trên bảy sân khấu của nó,Bản mẫu:Third party source cũng như Hallmark House. Quay phim két thúc vào ngày 25 tháng 4 năm 2022. Việc quay phim bổ sung cũng dự kiến sẽ diễn ra trên khắp châu Âu.
Jackson tiết lộ vào giữa tháng 6 năm 2022 rằng anh ấy sẽ trở lại London vào tháng 8 để thực hiện các cảnh quay lại cho Secret Invasion, sau khi làm điều tương tự cho The Marvels. McDonald sẽ trở lại London vào cuối tháng 7 để thực hiện các cảnh quay lại, mà theo ông là để làm cho loạt phim trở nên "hay hơn" và "sâu hơn nhiều so với trước". Anh ấy cũng chỉ ra rằng một nhà văn mới đã được đưa vào sản xuất để làm việc trên tài liệu bổ sung. Jackson hoàn thành các cảnh quay lại trước ngày 12 tháng 8 năm 2022, trong khi Clarke quay các cảnh ở London vào cuối tháng 9. Eben Bolter đóng vai trò là nhà quay phim trong quá trình chụp ảnh bổ sung kéo dài trong bốn tháng.

### Hậu kỳ
Pete Beaudreau, Melissa Lawson Cheung, Drew Kilcoin, và James Stanger làm biên tập, trong khi Georgina Street đóng vai trò là nhà sản xuất hiệu ứng hình ảnh và Aharon Bourland là người giám sát hiệu ứng hình ảnh. Hiệu ứng hình ảnh cho loạt phim được cung cấp bởi Digital Domain, FuseFX, Luma Pictures, MARZ, One of Us, Zoic Studios, và Cantina Creative.

### Âm nhạc
Vào tháng 2 năm 2023, Kris Bowers được tiết lộ là đang sáng tác cho bộ truyện và đang viết nhạc vào thời điểm đó. Ca khúc tiêu đề chính của phim, "Nick Fury (Main Title Theme)", được phát hành kỹ thuật số dưới dạng đĩa đơn bởi Marvel Music và Hollywood Records vào ngày 20 tháng 6.

## Tiếp thị
Đoạn phim đầu tiên của loạt phim ra mắt vào Disney+ Day vào ngày 12 tháng 11 năm 2021. Nhiều cảnh quay khác đã được chiếu vào tháng 7 năm 2022 tại San Diego Comic-Con. Adam B. Vary của Variety cho biết đoạn phim có "rung cảm tổng thể... về sự hoang tưởng và điềm báo", tin rằng loạt phim sẽ phù hợp với "chủ đề phản anh hùng" lớn hơn xây dựng trong Giai đoạn Năm của MCU. Đoạn giới thiệu đầu tiên của loạt phim ra mắt tại 2022 D23 Expo vào tháng 9 năm 2022. Austen Goslin của Polygon  cảm thấy đoạn giới thiệu "chủ yếu là bản tóm tắt cốt truyện của loạt phim", trong khi Anthony Breznican của Vanity Fair ghi nhận việc Fury có cả hai mắt và nói rằng anh ta "dường như đã hoàn thành việc dựa vào người khác để giúp cứu thế giới". Tamera Jones từ Collider cảm thấy đoạn giới thiệu "đầy hành động với các vụ nổ và âm mưu, mang lại nhiều cảm giác gián điệp hơn là một bí ẩn hoang tưởng vui nhộn".
Đoạn giới thiệu thứ hai ra mắt trong Sunday Night Baseball trên ESPN vào ngày 2 tháng 4 năm 2023. Edidiong Mboho của Collider cảm thấy đoạn giới thiệu "gợi cảm giác hồi hộp và phấn khích" giống như đoạn đầu tiên và mang lại "cảm giác cấp bách và hoang tưởng tương tự từ sự xâm nhập của Skrull". Mboho ca ngợi đoạn giới thiệu có sự góp mặt của dàn diễn viên toàn sao của loạt phim "mà không tiết lộ quá nhiều" cốt truyện của nó. Dais Johnston của Inverse cảm thấy rằng mọi cảnh quay của đoạn giới thiệu đều cung cấp một "câu chuyện gián điệp viễn tưởng hào nhoáng nhưng gai góc, hoán đổi sức mạnh và mưu mẹo của các tác phẩm trước đây để lấy sự khéo léo và chiến lược Nick Fury được biết đến với". Sam Barsanti của The A.V. Club cho biết đoạn giới thiệu giới thiệu "nhiều thiệt hại về thể chất và tâm lý mà cuộc sống nói chung đã gây ra cho Fury". Vào đầu tháng 6 năm 2023, một trang web tiếp thị lan truyền đã được tạo cho loạt phim có đoạn clip dài 5 phút từ tập đầu tiên và đoạn giới thiệu mới cho loạt phim. Trang web bị khóa ban đầu được tiết lộ thông qua các hình ảnh khó hiểu được tweet trên tài khoản Twitter chính thức của bộ phim, bao gồm các manh mối để tạo mật khẩu cho phép truy cập vào nó.

## Phát hành
Một sự kiện thảm đỏ cho Secret Invasion được tổ chức tại Los Angeles tại El Capitan Theater vào ngày 13 tháng 6 năm 2023. Bộ phim ra mắt trên Disney+ vào ngày 21 tháng 6 năm 2023, và sẽ bao gồm sáu tập. sẽ kết thúc vào ngày 26 tháng 7 năm 2023. Trước đây dự kiến sẽ phát hành vào đầu năm 2023. Đây là loạt phim đầu tiên của Giai đoạn Năm của MCU. Ba tập đầu tiên được cung cấp trên Hulu từ ngày 21 tháng 7 đến ngày 17 tháng 8 năm 2023, để quảng bá cho phần cuối của loạt phim.

## Đón nhận

### Phê bình
Trang web Hệ thống tổng hợp kết quả đánh giá Rotten Tomatoes đã báo cáo tỷ lệ tán thành là 65%, với điểm trung bình là 6,65/10, dựa trên 105 bài đánh giá. Sự đồng thuận của các nhà phê bình của trang web cho biết: "Một buổi giới thiệu xứng đáng cho Samuel L. Jackson, Secret Invasion tự ổn định sau một khởi đầu hơi chậm chạp bằng cách đưa MCU theo hướng trưởng thành hơn, đen tối hơn." Metacritic, sử dụng điểm trung bình có trọng số, cho bộ truyện số điểm 63 trên 100 dựa trên 24 nhà phê bình, cho thấy "các bài đánh giá nhìn chung là thuận lợi".
Richard Newby tại Empire đã cho loạt phim này 4 trên 5 sao, cảm thấy rằng đây là "một bộ phim truyền hình căng thẳng, hấp dẫn mang đến cho các diễn viên những tư liệu quan trọng và khuyến khích khán giả nhìn xa hơn ánh sáng của chủ nghĩa siêu anh hùng." Newby nhận thấy loạt phim đã có một "bước ngoặt rõ rệt" so với cảm giác thoải mái của các dự án MCU trước đó do mô tả các chủ đề trưởng thành, chẳng hạn như khủng bố và tra tấn. Trong một đánh giá tiêu cực, Barry Hertz của The Globe and Mail cho biết "Các cuộc rượt đuổi diễn ra chậm chạp, các vụ nổ meh, toàn bộ tốc độ và nhịp độ chậm chạp... Sự điên rồ thực sự của Secret Invasion là nó buộc các diễn viên giỏi nhất của bất kỳ loạt phim nào của Marvel cho đến nay phải vặn vẹo trong khi mang đến những đoạn hội thoại giải thích chết người."

### Giải thưởng
Secret Invasion đã nhận được đề cử cho Cuộc phiêu lưu giả tưởng hay nhất cho TV/Series phát trực tuyến (Đoạn giới thiệu/Teaser/TV Spot) tại Giải thưởng Golden Trailer Awards 2023.

## Tương lai
Vào tháng 9 năm 2022, Feige tuyên bố rằng Secret Invasion sẽ dẫn đến Armor Wars, với Cheadle sẽ tiếp tục đóng vai Rhodes. The Marvels, trong đó Jackson đóng lại vai Fury, cũng là sự tiếp nối của Secret Invasion, ngoài các chủ đề tường thuật được thiết lập trong phim Avengers: Endgame (2019) và các series Disney+ WandaVision (2021) và Ms. Marvel (2022).